# Euphydryas cynthia
Euphydryas cynthia är en fjärilsart som beskrevs av Denis och Ignaz Schiffermüller 1775. Euphydryas cynthia ingår i släktet Euphydryas och familjen praktfjärilar. Inga underarter finns listade i Catalogue of Life.
Denna fjäril har orange, bruna och gula mönster på kroppen. Dessa mönster avgränsas med mörka linjer och punkter. Hos hanar förekommer dessutom större vita mönster som saknas hos honorna. Larverna är övervägande svarta med spetsiga bihang på kroppen som liknar taggar. Larvens segment avslutas av gula ringar.
Euphydryas cynthia hittas i Alperna samt i bergstrakter i Bulgarien. Den lever på bergsängar med flera klippor upp till 2500 meter över havet. Den fullbildade fjärilen flyger mellan juni och augusti och ungdjurens metamorfos kan sträcka sig över två år. Larverna livnär sig av olika gröna örter.

## Beskrivning

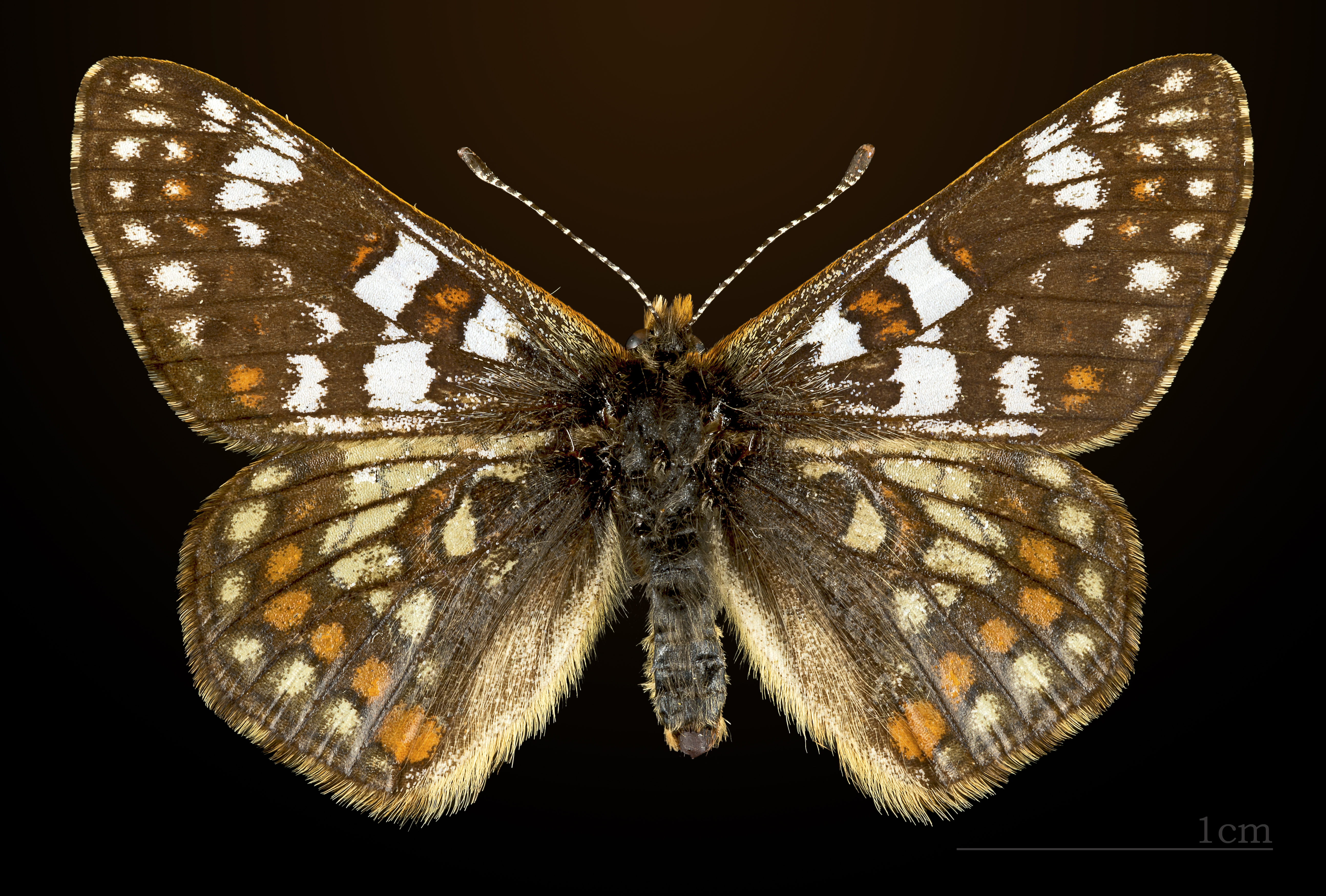
Euphydryas cynthia cynthia  ♂
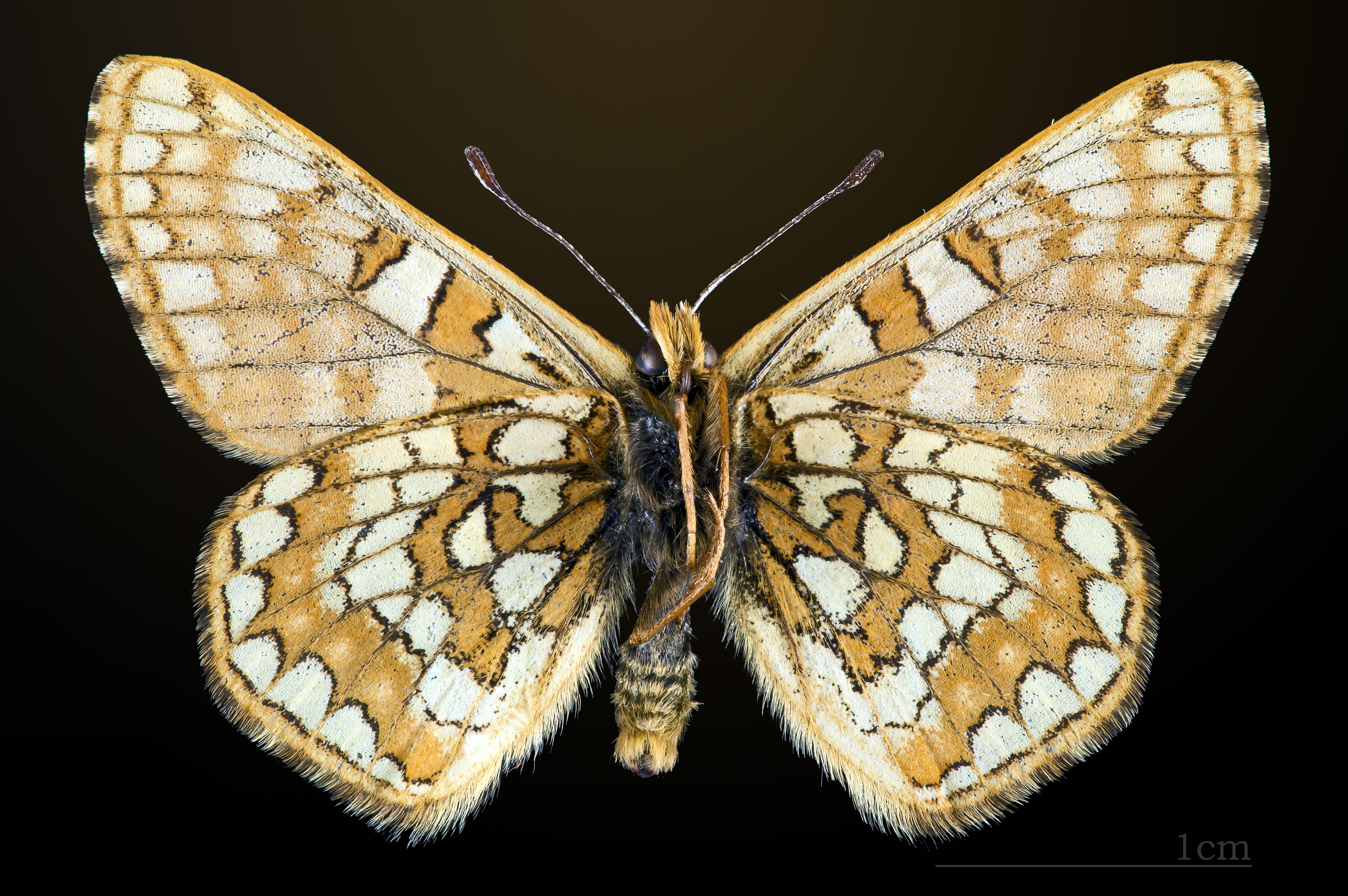
Euphydryas cynthia cynthia  ♂   △
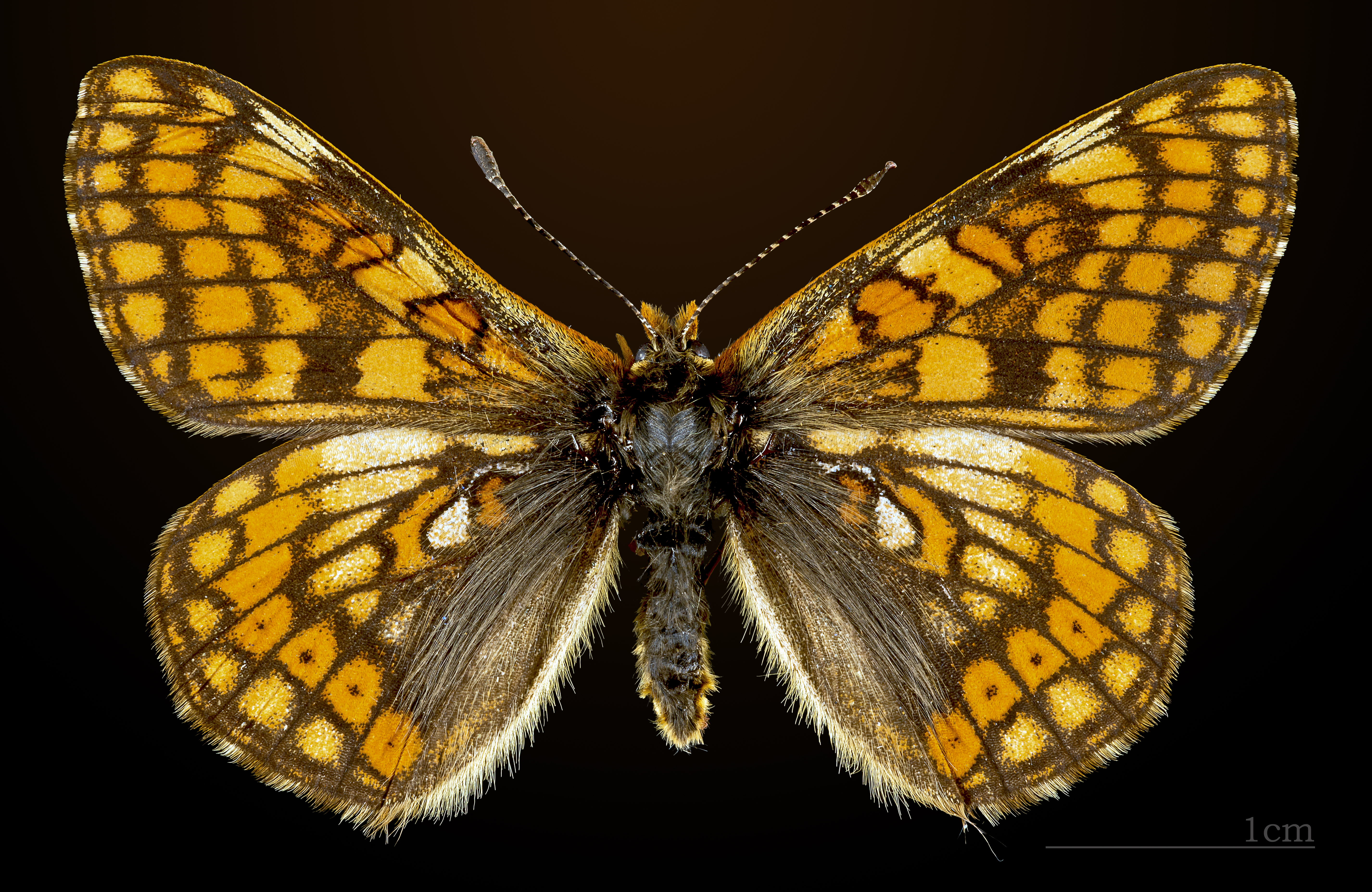
Euphydryas cynthia cynthia    ♀
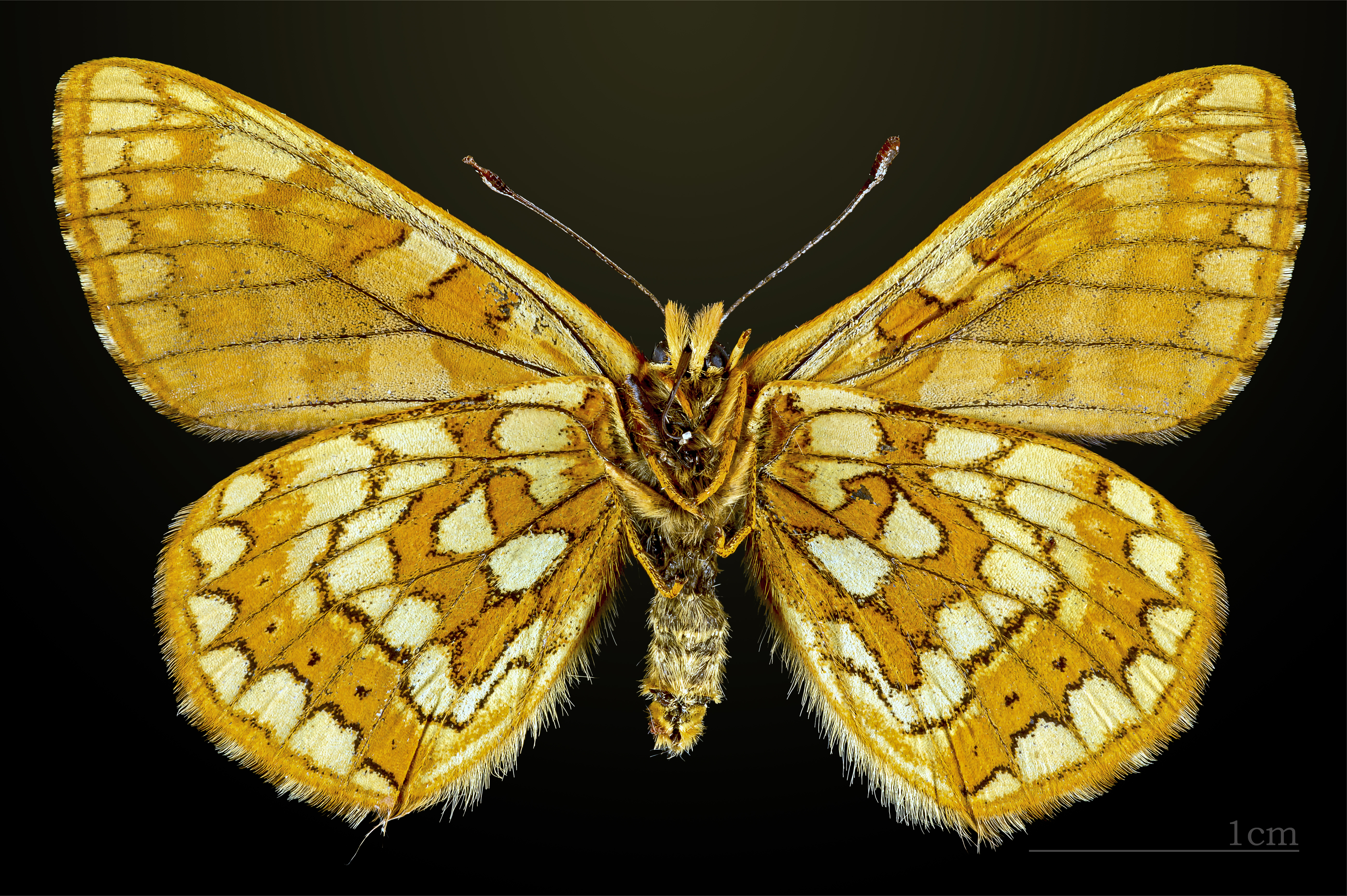
Euphydryas cynthia cynthia   ♀ △

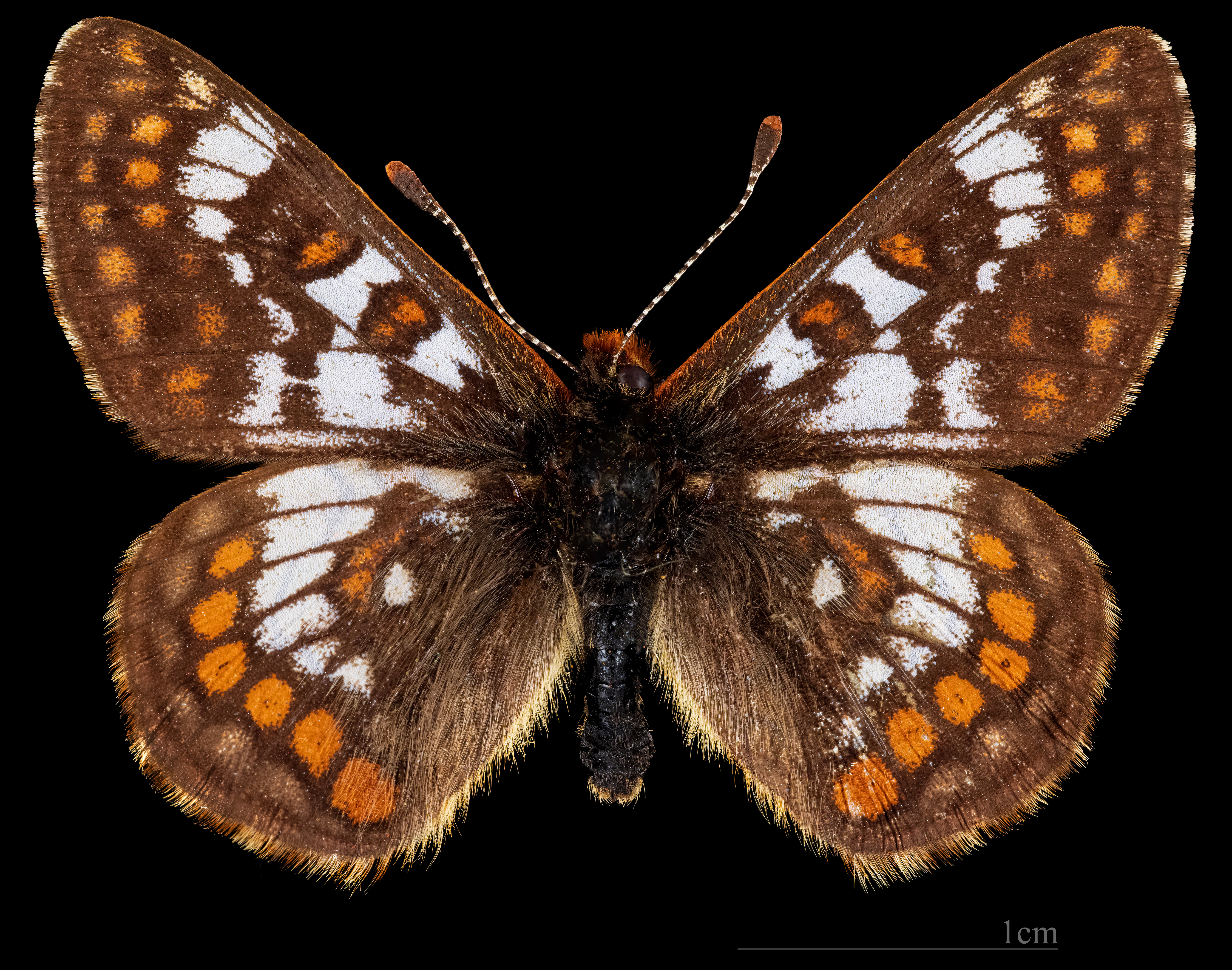
Euphydryas cynthia alpicola  ♂
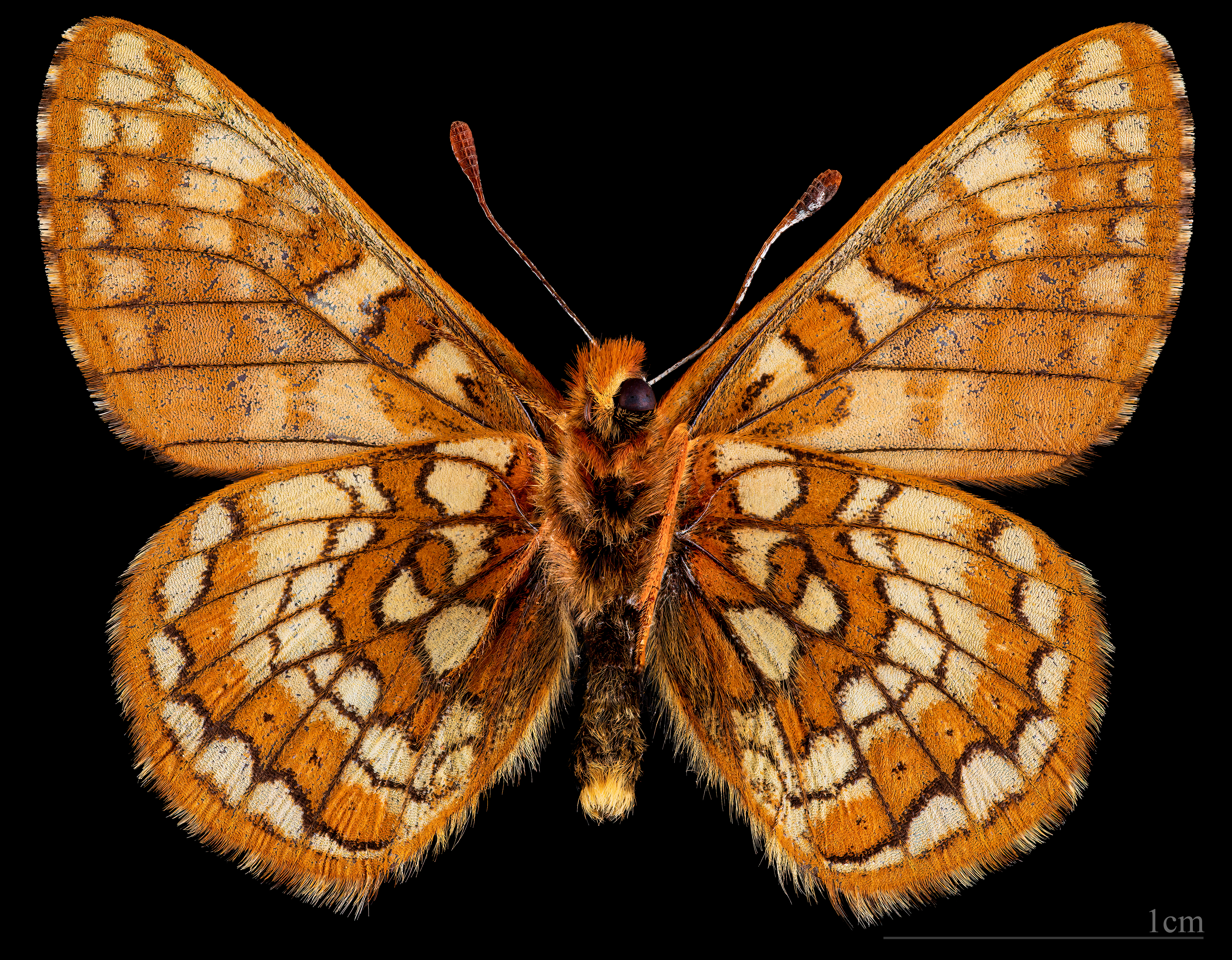
Euphydryas cynthia alpicola  ♂  △
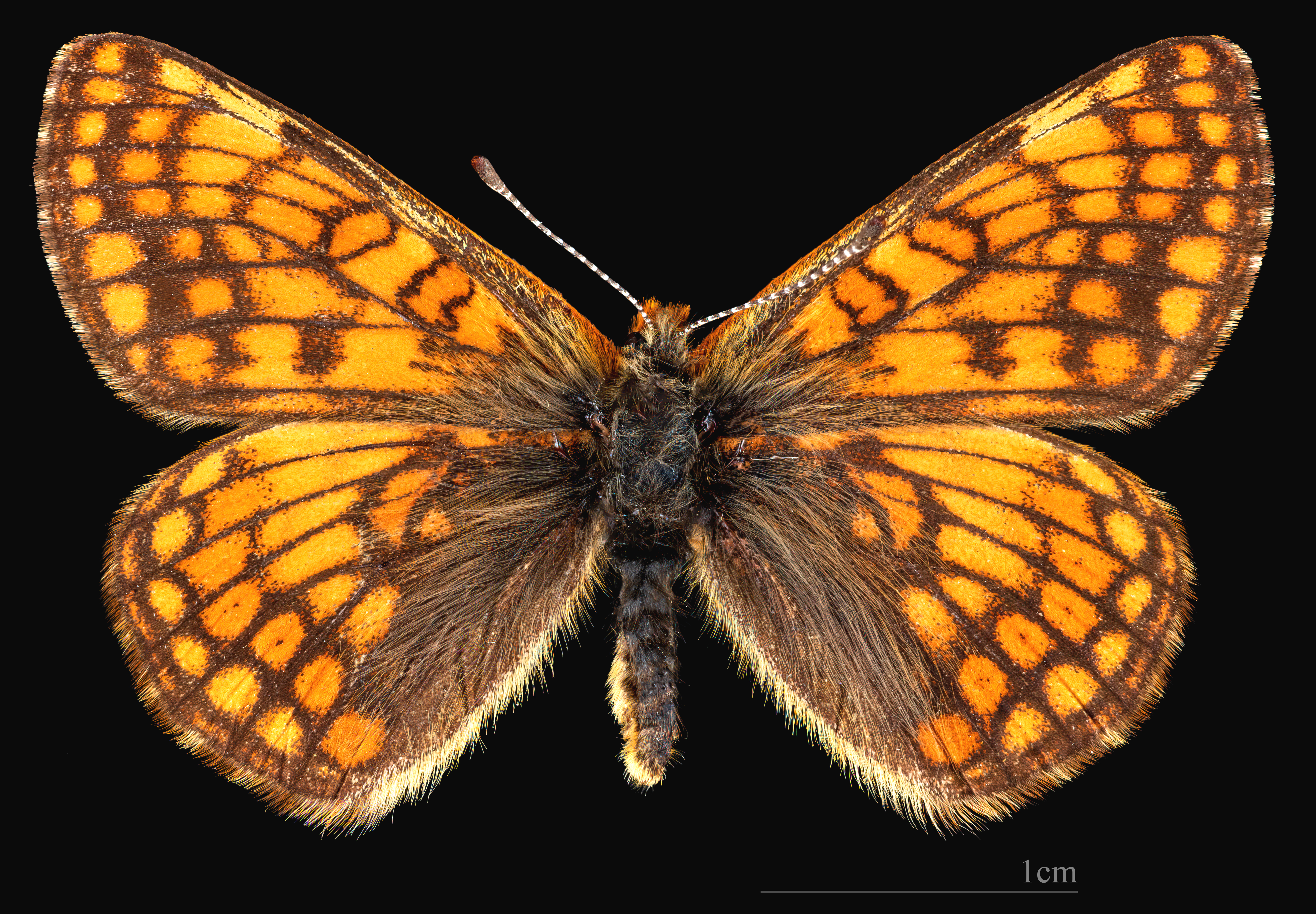
Euphydryas cynthia alpicola ♀
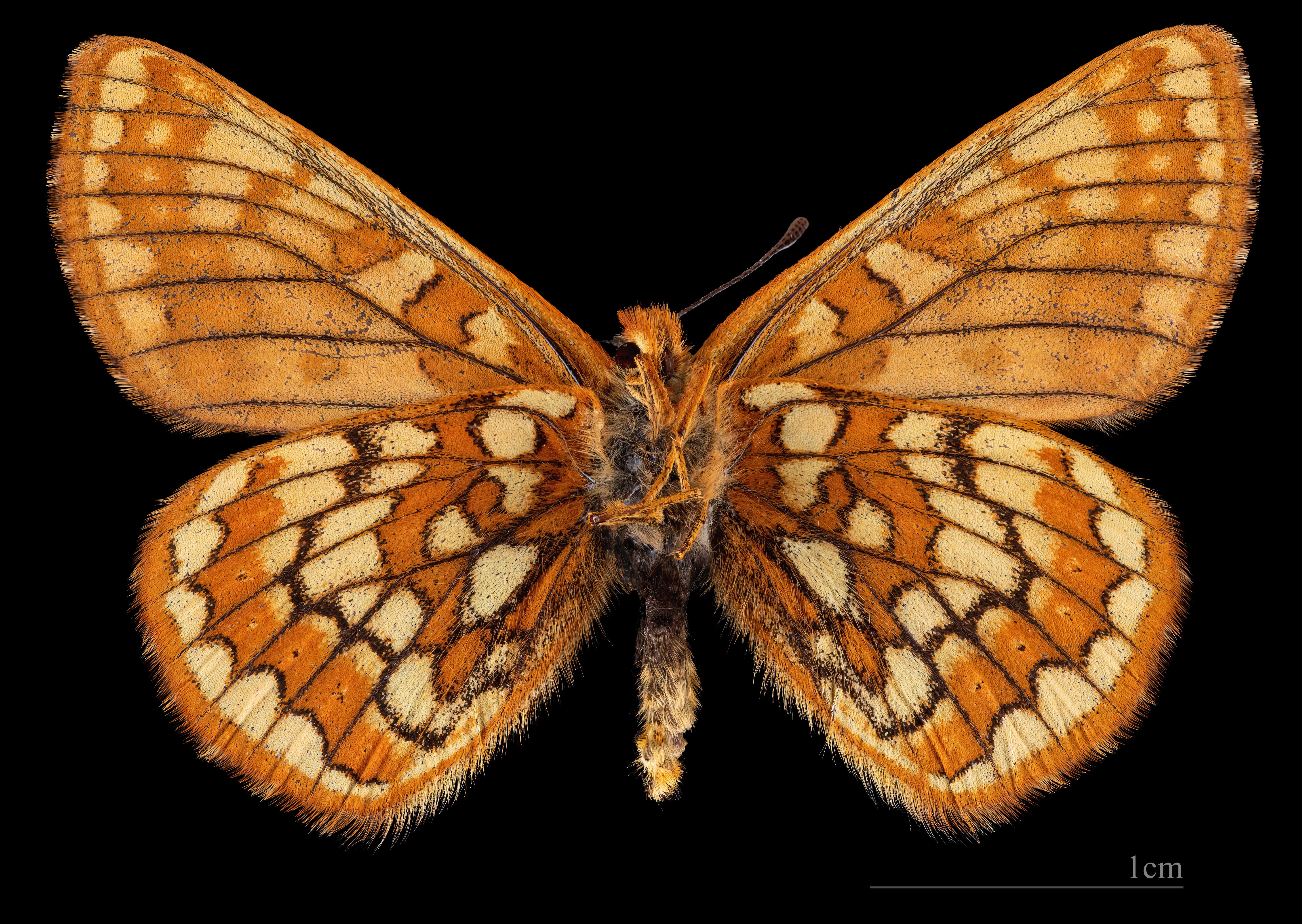
Euphydryas cynthia alpicola ♀ △

## Bildgalleri

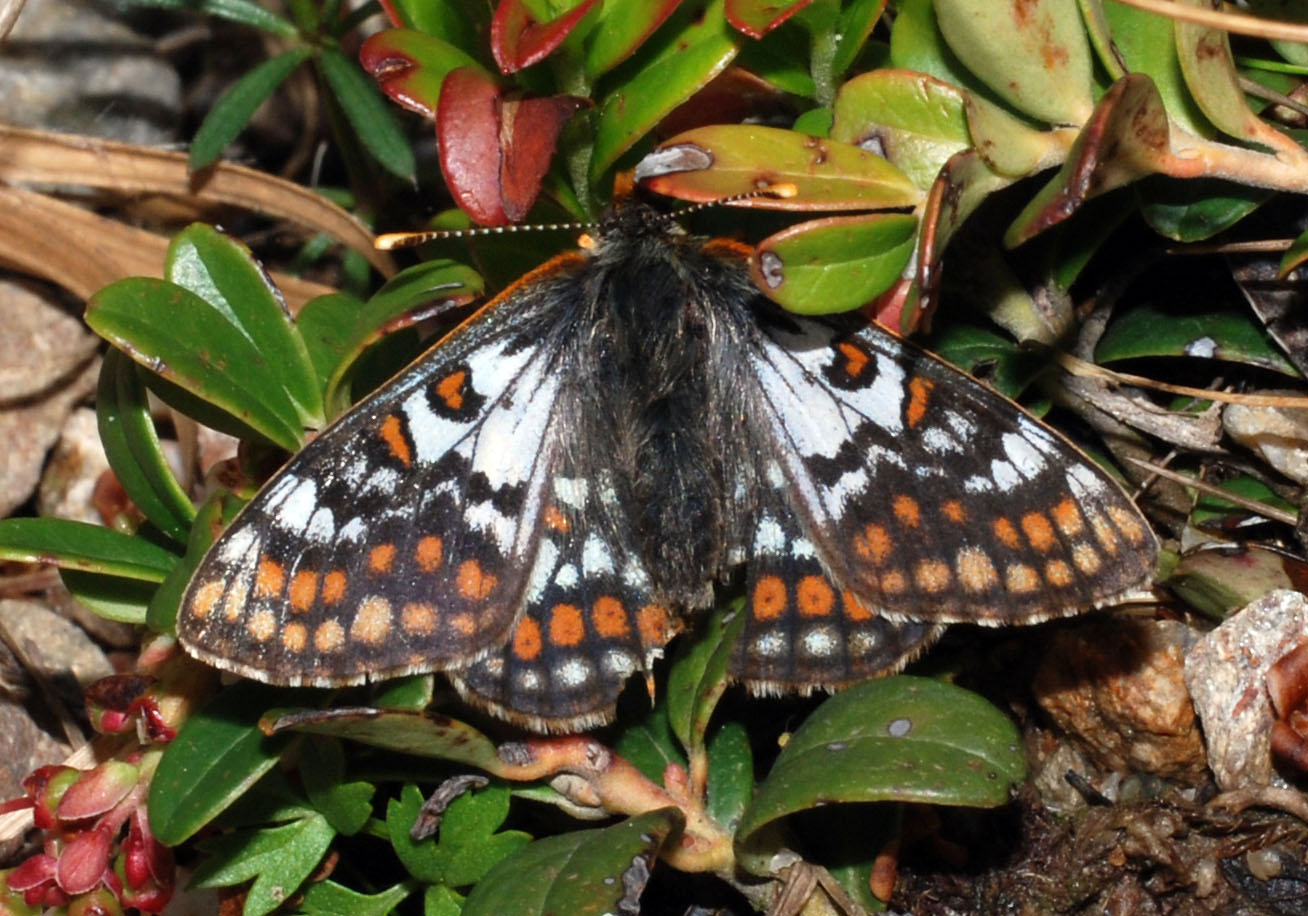
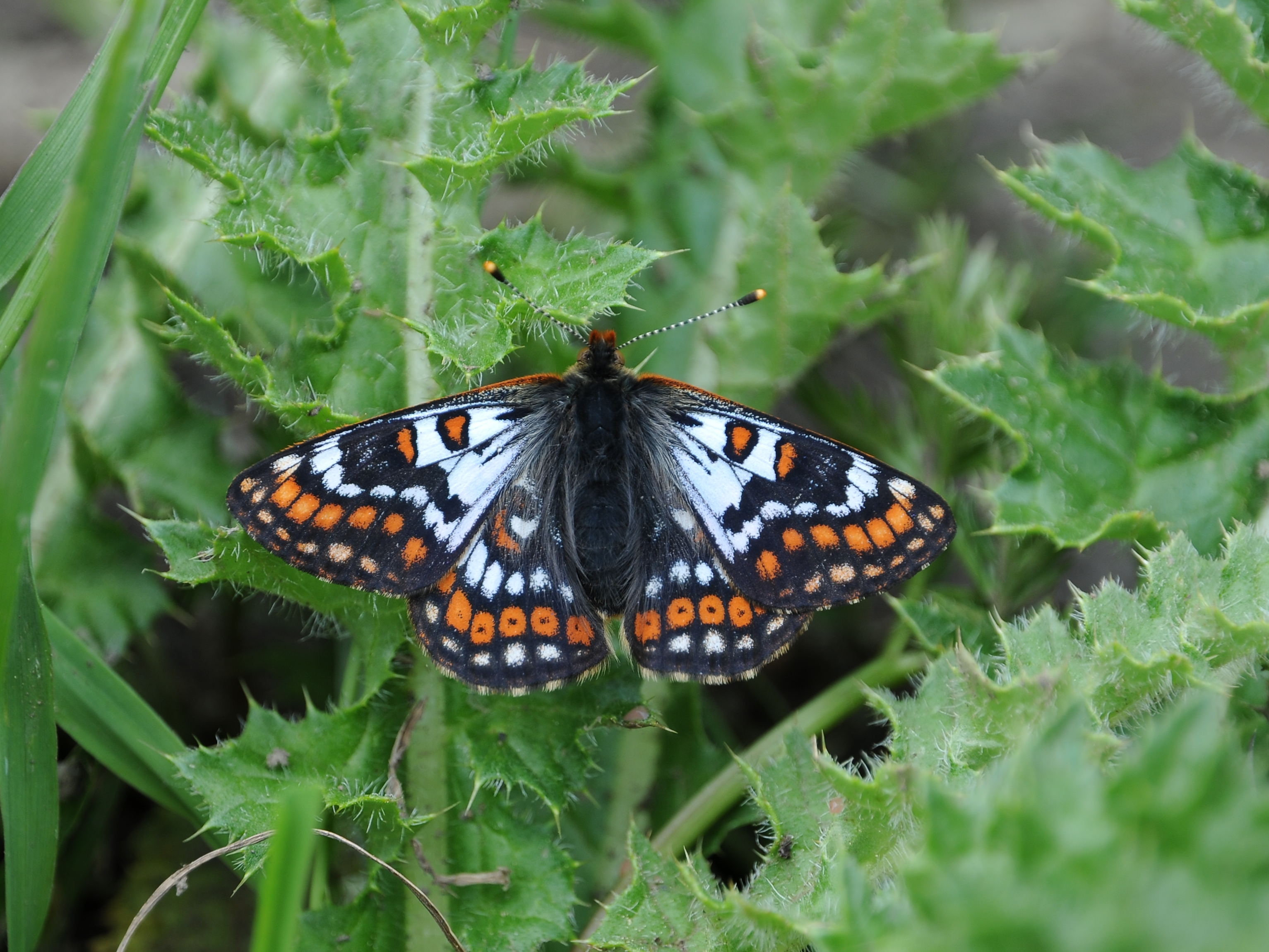
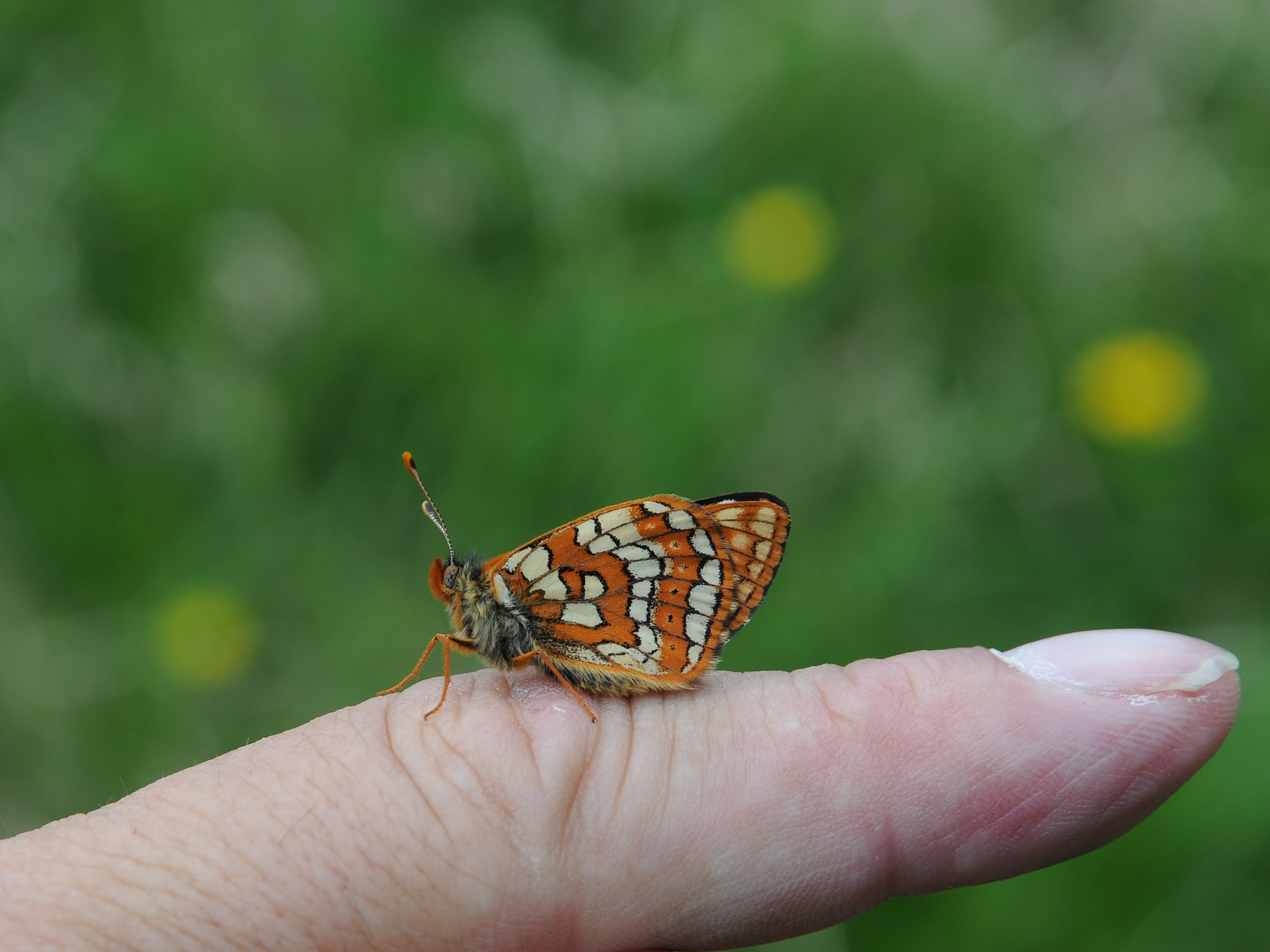